# Fluorluanshiweiïta
La fluorluanshiweiïta és un mineral de la classe dels silicats que pertany al grup de la mica. Rep el nom per ser l'anàleg de fluor de la luanshiweiïta.

## Característiques
La fluorluanshiweiïta és un silicat de fórmula química KLiAl1.5(Si3.5Al0.5)O10F₂. Va ser aprovada com a espècie vàlida per l'Associació Mineralògica Internacional l'any 2019. Cristal·litza en el sistema monoclínic. És semblant a la lepidolita.
L'exemplar que va servir per a determinar l'espècie, el que es coneix com a material tipus, es troba conservat a la col·lecció mineralògica del Museu Geològic de la Xina, a Beijing (República Popular de la Xina), amb el número de catàleg: m16085.

## Formació i jaciments
Va ser descoberta al dipòsit de Nanyangshan, dins el camp de pegmatites de Guanpo, al comtat de Lushi (Henan, República Popular de la Xina). Aquest camp pegmatític de granit és l'únic indret de tot el planeta on ha estat descrita aquesta espècie mineral.